# NGC 4605
NGC 4605 est une petite galaxie spirale barrée rapprochée et située dans la constellation de la Grande Ourse. Sa vitesse par rapport au fond diffus cosmologique est de 259 ± 9 km/s, ce qui correspond à une distance de Hubble de 3,82 ± 0,30 Mpc (∼12,5 millions d'al). NGC 4605 a été découverte par l'astronome germano-britannique William Herschel en 1790.

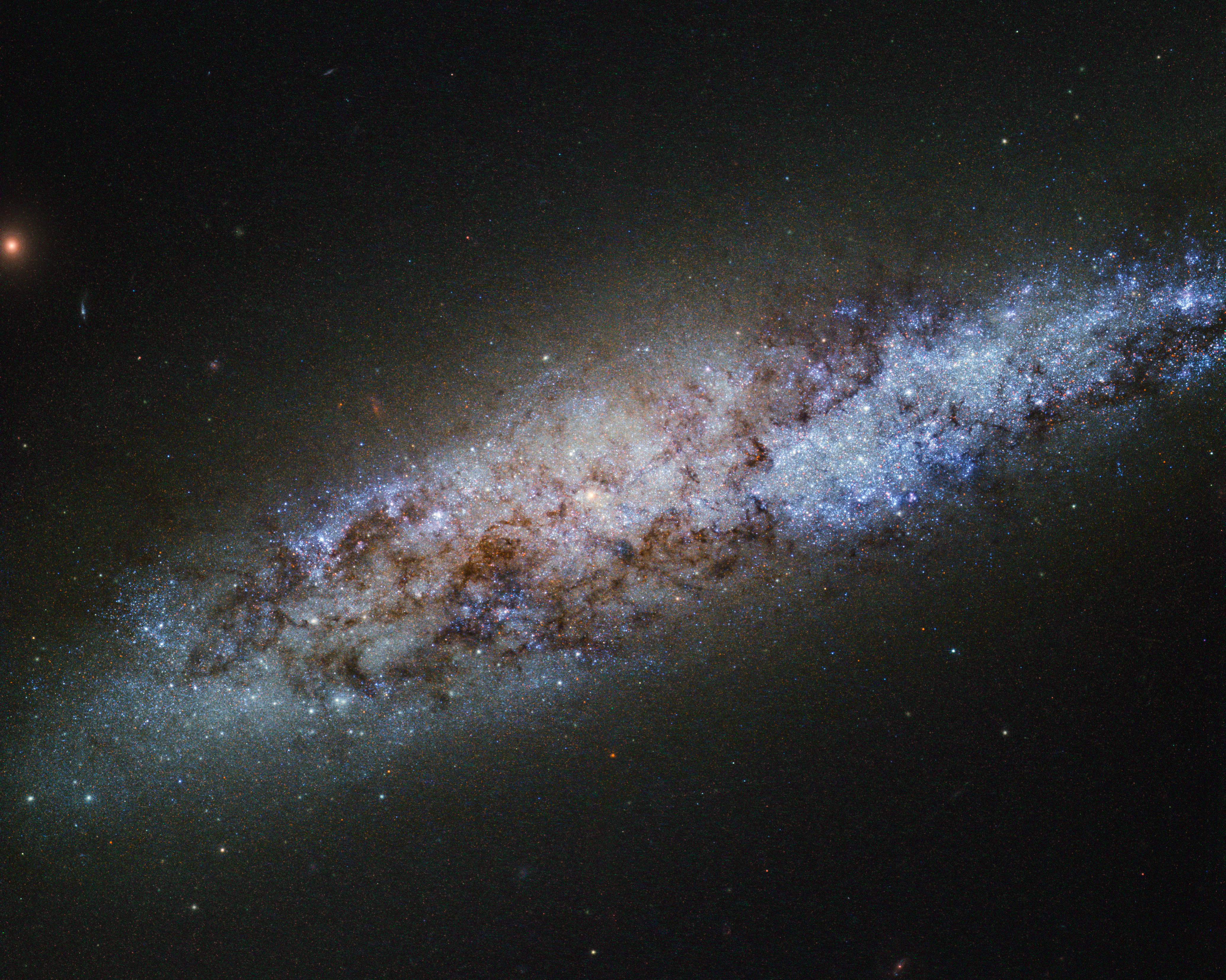
NGC 4605 par le télescope spatial Hubble.

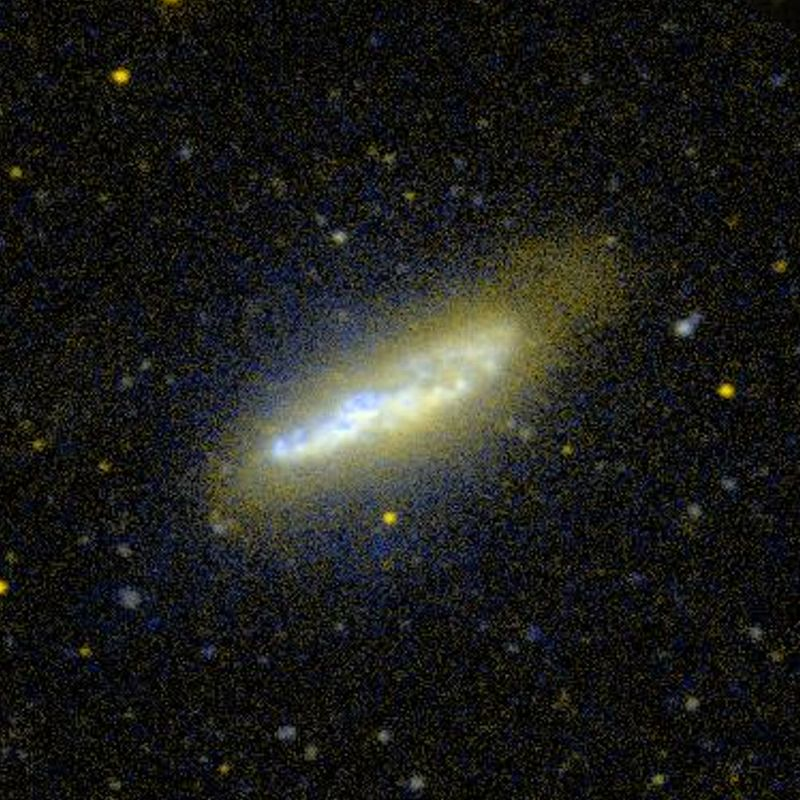
NGC 4605 en ultraviolet par GALEX.

La classe de luminosité de NGC 4605 est III et elle présente une large raie HI. Elle renferme également des régions d'hydrogène ionisé. La luminosité de la galaxie NGC 4605 dans l'infrarouge lointain (de 40 à 400 µm)  est égale à 5,89 × 108 {\displaystyle L_{\odot }} (108,77{\displaystyle L_{\odot }}) et sa luminosité totale dans l'infrarouge (de 8 à 1 000 µm) est de 7,41 × 108 {\displaystyle L_{\odot }} (108,87{\displaystyle L_{\odot }}).

## Distance de NGC 4605
La vitesse radiale de 136 km/s de cette galaxie est faible et on ne peut employer la loi loi de Hubble-Lemaître pour calculer sa distance. Cependant, 11 mesures non basées sur le décalage vers le rouge (redshift) ont été réalisées. La distance moyenne obtenue est égale à 4,882 ± 0,737 Mpc (∼15,9 millions d'al)

## Groupe de M81 et matière noire
Selon le site du télescope spatial Hubble, NGC 4605 fait partie du groupe de M81. C'est aussi l'avis de Karachentsev et Kaisin dans un article publié en 2007, mais NGC 4605 n'apparaissait pas dans l'article publiée par Karachentsev en 2005. La base de données NASA/IPAC mentionne la possible appartenance de NGC 4605 à un groupe en se basant sur un article de de Vaucouleurs publié en 1975. Le groupe de M81 fait partie de l'amas de la Vierge, l'un des amas du superamas de la Vierge dont fait aussi partie le Groupe local.
Le groupe de M81 est connu pour contenir des galaxies inhabituelles dont plusieurs proviennent de collisions entre les galaxies. La forme assez irrégulière de NGC 4605 cadre bien avec la famille des galaxies perturbées du groupe de M81. Que NGC 4605 appartienne à ce groupe ou non, elle est l'une des galaxies suffisamment rapprochées pour permettre la résolution de ses étoiles par les grands télescopes. Elle est donc utilisée par les astronomes pour tester nos connaissances sur la naissance et l'évolution des étoiles. NGC 4605 est aussi utilisé comme terrain d'essai pour l'étude de la matière noire. Les observations de NGC 4605 montrent que la façon dont la matière noire se propage dans son halo n'est pas tout à fait conforme à ce que prédisent ces modèles,.